# سجن القنيطرة
سجن القنيطرة أو السجن المركزي بالقنيطرة هو أحد أشهر السجون المغربية، كان يستعمل منذ العهد الاستعماري لأصحاب الأحكام الثقيلة، واستعمل في السبعينات والثمانينات للمعارضين اليساريين خاصة ثم للإسلاميين وحاليا للمتهمين بقضايا الإرهاب.
```
يقع هذا السجن على بعد 40 كيلومترا شمالي العاصمة المغربية 
الرباط
.
رغم مناعته فقد شهد سجن القنيطرة أكثر من عملية هروب من أشهرها تلك التي تمت سنة 1955 وآخرها تلك التي تمت بشهر أفريل سنة 2008 إذ تمكن تسعة من المورطين في قضايا الإرهاب وهم عبد الهادي الذهبي(الإعدام)ويعد من اخطر هذه العناصر وهو متورط في مقتل عدد كبير من رجال السلطة وأعوان البلد وأيضا ملقب بملك الدماء، عبد الله بوغمير (الإعدام) زعيم الإنتحاريين الذين نفذوا تفجيرات الدار البيضاء والذي خلفت ستين قتيلا، وهشام العلمي (المؤبد)والأخوين كمال الشطبي وأحمد الشطبي اللذان سبق ان التقيا زعيم تنظيم القاعدة 
أسامة بن لادن
 في معسكرات أفغانستان في 2001 والمدانين ب 20 سنة ومحمد مهيم (المؤبد) وحمو الحساني ومحمد الشاذلي(الإعدام) من الفرار بعد أن حفروا نفقا طوله 22 مترا، على عمق 3 أمتار وبعرض 0,65 متر وأيضا شهد نهاية العام الماضي فرار بارون المخدرات محمد الطيب الوزاني الملقب ب «نيني» وذلك بمساعدة حراس السجن وتمت ادانتهم بأحكام تتراوح بين شهرين وسنتين، إذ تمكن من الفرار إلى الأراضي الأسبانية وبعدها يعتقله الحرس المدني الأسباني بمدينة سبتة المحتلة بصدد مذكرة اعتقال دولية اصدرها الانتربول، وكان محمد الطيب الوزاني أحد اباطرة المخدرات الذين يقبعون في سجن القنيطرة والذي صدرت في حقه احكام قضائية في ملف منير الرماش ومن معه بتهمة التجار الدولي في المخدرات ومحاولة القتل العمد من جهة أخرى، فر في رابع دجنبر الماضي، وكان يتمتع بجميع الامتيازات داخل السجن إذ كان له 3 غرف غرفة للنوم والأخرى للاكل والأخرى لمشاهدة التلفاز وأيضا حاسوب مزود بشبكة الانترنيت كما كان معتادا على الخروج من السجن لحضور أحد الحفلات في 
الملاهي
 الليلية.
```